# 康拉德·安克
康拉德·安克（英語：Conrad Anker，1962年11月27日—）是一名美國攀岩家、登山家和作家。在2018年之前，他曾擔任北面登山隊的隊長長達26年。1999年，他作為尋找英國登山者遺體的搜索小組成員，在珠穆朗瑪峰上找到喬治·馬洛里的遺體。2016年，安克在與大衛·拉瑪嘗試攀登魯納格里峰的途中突然寡婦心臟病發作。安克通過空中救護車被送往加德滿都，在那裡他接受緊急冠狀動脈血管成形術，在他的左前降支動脈近端放置了一個支架。此後他從高海拔登山運動中退休，但除此之外，他還繼續著他的工作。他住在蒙大拿州博茲曼市。

## 外部連結
- Conrad Anker's  （页面存档备份，存于） "return to the outdoors" blog
- Conrad Anker's website （页面存档备份，存于）
- Conrad Anker on the North Face website
- Conrad Anker, Leader of the 2012 Everest Education Expedition
- Conrad Anker on Altitude Everest Expedition 2007
- The Wildest Dream / Official Website （页面存档备份，存于）
- The Endless Knot / Official Website （页面存档备份，存于）
- Light of the Himalaya / Official Website （页面存档备份，存于）
- Dave Reuss, "Gallatin to the Ganges", Outside Bozeman magazine
- BBC Radio 4: Desert Island Discs / Conrad Anker （页面存档备份，存于）
- 康拉德·安克在互联网电影资料库（IMDb）上的資料（英文）